# إينوياشا فاينال أكت
إينويشا فاينال أكت Inuyasha: The Final Act : هو أنمي و تكملة لمسلسل إينوياشا (السلسلة الأصلية) و هو مكون من 26 حلقة عرض عام 2009 و انتهى عام 2010 .